# Vidre de Wood

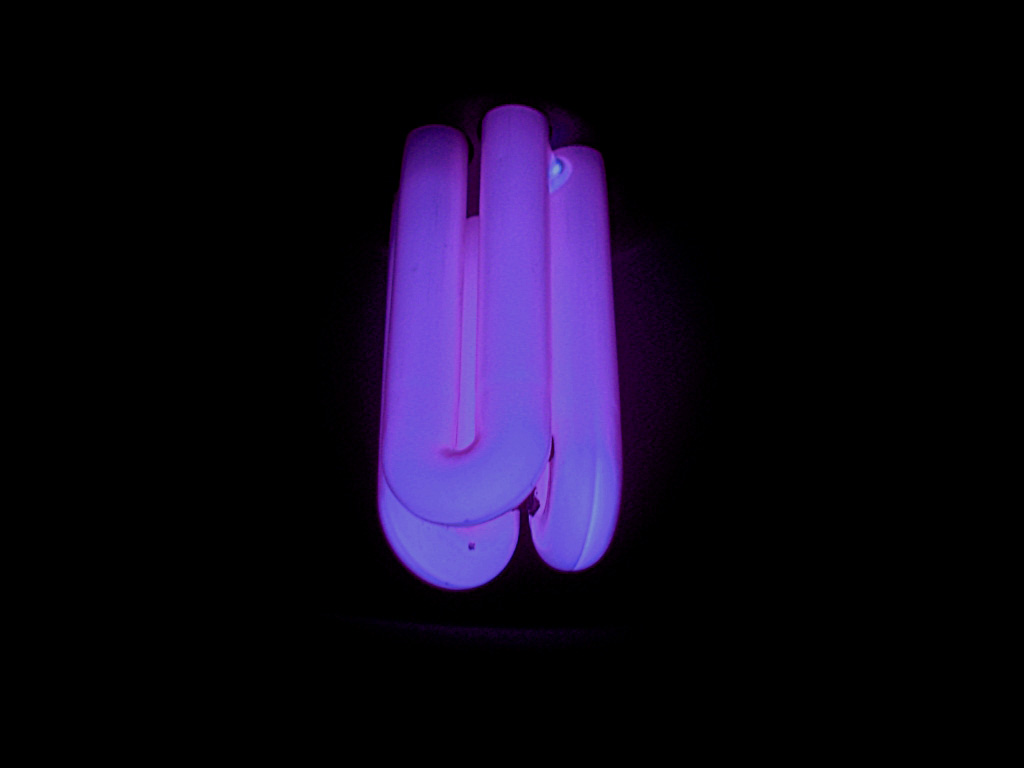
Làmpada fluorescent que utilitza el vidre de Wood.

El vidre de Wood va ser desenvolupat per Robert Williams Wood (1868-1955) com un filtre òptic usat en les comunicacions durant la Primera Guerra Mundial. La seva tècnica de radiació invisible funcionava tant en les comunicacions diürnes per infraroigs, com en les comunicacions nocturnes per ultraviolades. El seu filtre de vidre eliminava els components visibles del raig de llum, deixant només la radiació invisible. El vidre de Wood s'usa comunament com envoltant de les làmpades fluorescents de llum ultraviolada (llum negra).

## Característiques
El vidre de Wood és un vidre especial de silicat de bari-sodi, que conté un 9% d'òxid de níquel. És un vidre blau - violeta molt fosc, opac per la llum visible excepte els vermells de longitud d'ona més llarga i els violetes de longitud d'ona més curta. És bastant transparent per a la llum ultraviolada en una banda entre els 320 i els 400 nanòmetres, amb un pic en els 365, i un espectre bastant ampli d'infrarojos, així com de les longituds d'ona més llargues i menys visibles dels vermells.